# Populationsdynamik
Populationsdynamik är en biologisk vetenskap där man studerar hur storleken på populationer av olika djur- eller växtarter varierar i förhållande till varandra samt hur de påverkas av yttre faktorer.
Takten med vilken en population ökar i storlek, dvs ändringen i populationsstorlek över en viss tidsperiod, kallas den intrinsiska tillväxtstakten. Begreppet är vanligt inom insektspopulationsbiologi för att bestämma hur miljöfaktorer påverkar takten där pestpopulationer ökar (see Jahn et al. 2005). 
Inom populationsdynamiken studeras också ämnen som åldrande populationer.

## Modeller
Den första principen inom populationsdynamik anses vara Malthus exponentiella lag, som modelleras av Malthus tillväxtsmodell. Den tidiga perioden dominerades av demografiska studier såsom arbeten av Benjamin Gompertz  and Pierre François Verhulst under det tidiga 1800-talet, som förfinade och justerade Malthus tillväxtsmodell.
En mer allmän modell formulerades av F.J. Richards år 1959, som även innefattar tidigare modeller av Gompertz, Verhulst samt Ludwig von Bertalanffy som specialfall. 1977 formulerade Mitchell Feigenbaum sin konstant δ, som förutsäger förgreningshastigheten i populationsmodeller.
Bland annat datorspelen SimCity och MMORPG Ultima Online och Spore använder sig av dessa populationsmodeller.

### Exempel på enkel befolkningsmängdsmodell
Antalet män (inkl. pojkar) {\textstyle N_{m}}respektive kvinnor (inkl. flickor) {\textstyle N_{k}} i slutet av år {\textstyle n} är bortsett från in- och utvandring lika med antalet i slutet av föregående år {\textstyle n-1}, kompenserat för hur många som har fötts ({\textstyle F_{m}}  resp. {\textstyle F_{k}}) respektive dött ({\textstyle D_{m}} resp. {\textstyle D_{k}}) under år {\textstyle n}:
{\displaystyle {\begin{cases}N_{m}(n)=N_{m}(n-1)+F_{m}(n)-D_{m}(n)\\N_{k}(n)=N_{k}(n-1)+F_{k}(n)-D_{k}(n)\end{cases}}}
Antag nu att alla män har samma livslängd {\textstyle \ell _{m}} och alla kvinnor samma livslängd {\textstyle \ell _{k}} (båda positiva heltal) samt att de inte förändras över tid. De som dött under år {\textstyle n} är alltså de som föddes år {\textstyle n-\ell _{m}} resp. {\textstyle n-\ell _{k}}:
{\displaystyle {\begin{cases}D_{m}(n)=F_{m}(n-\ell _{m})\\D_{k}(n)=F_{k}(n-\ell _{k})\end{cases}}}
Antag vidare att andelen kvinnor som föder barn är {\textstyle p_{c}} och att dessa gör det vid åldrarna {\textstyle b_{i}}, där {\textstyle i=1,...,B} (dvs {\textstyle B} är antalet barn som var och en av dessa kvinnor föder). Om {\textstyle p_{m}} är sannolikheten att barnet blir en pojke gäller att (även om antalen inte längre är heltal)
{\displaystyle {\begin{cases}F_{m}(n)=p_{m}p_{c}\sum _{i=1}^{B}F_{k}(n-b_{i})\\F_{k}(n)=(1-p_{m})p_{c}\sum _{i=1}^{B}F_{k}(n-b_{i})\end{cases}}}
Om antalet män och kvinnor år 2020 och framåt skall beräknas behövs alltså kännedom om antalet män och kvinnor år 2019 samt antalet pojkar som föddes åren {\textstyle 2019-\ell _{m}} till {\textstyle 2019} och antalet flickor som föddes åren {\textstyle 2019-\ell _{k}} till {\textstyle 2019}. I verkligheten förändras naturligtvis livslängderna samt att de varierar mellan individer. Detsamma gäller antalet barn kvinnor föder och när, samt andelen pojkar som föds. Som nämnt ingår inte heller inverkan av in- och utvandring i modellen. 

Slutligen kan nämnas att de som levde i slutet av år {\textstyle n-1} måste ha fötts senast {\textstyle \max\{\ell _{m}-1,\ell _{k}-1\}} år tidigare så startvärdena måste uppfylla
{\displaystyle {\begin{cases}N_{m}(n-1)=\sum _{j=0}^{\ell _{m}-1}F_{m}(n-1-j)\\N_{k}(n-1)=\sum _{j=0}^{\ell _{k}-1}F_{k}(n-1-j)\end{cases}}}